# Ohat-Pusztakócs vasútállomás
Ohat-Pusztakócs vasútállomás egy Hajdú-Bihar vármegyei vasútállomás, Egyek településen, a MÁV üzemeltetésében. A település belterületétől messze keletre fekszik, a névadó Ohat nevű településrésztől bő két kilométerre északnyugatra, a 3322-es út vasúti keresztezése közelében; közúton a 33 323-as számú mellékút szolgálja ki. [Ohat mellett a másik névadója a Tiszafüredhez tartozó mai Kócsújfalu, melytől légvonalban is körülbelül 8, közúton pedig 14-15 kilométer távolságra fekszik, északi irányban.]

## Vasútvonalak
Az állomást az alábbi vasútvonalak érintik:
- Debrecen–Füzesabony-vasútvonal
- Ohat-Pusztakócs–Görögszállás-vasútvonal

Itt volt az egyik végállomása a korábban létezett, de 2009 óta nem üzemelő Ohat-Pusztakócs–Nyíregyháza-vasútvonalnak.

## Kapcsolódó állomások
A vasútállomáshoz az alábbi állomások vannak a legközelebb:
- Hortobágyi Halastó megállóhely (Debrecen–Füzesabony-vasútvonal)
- Egyek vasútállomás (Debrecen–Füzesabony-vasútvonal)
- Nagymajor megállóhely (Ohat-Pusztakócs–Görögszállás-vasútvonal)

## Forgalom
| Járat        | Útvonal | Gyakoriság             |
| ------------ | --- | ---------------------- |
| személyvonat | Debrecen – Tócóvölgy – Kismacs – Macs Ipari Park mh. – Nagyhát – Balmazújváros – Kónya – Hortobágy – Hortobágyi Halastó – Ohat-Pusztakócs – Egyek – Tiszafüred – Poroszló – (Kétútköz –) Egerfarmos – Mezőtárkány – Füzesabony | 2 óránként             |
| személyvonat | Debrecen – Tócóvölgy – Kismacs – Macs Ipari Park mh. – Nagyhát – Balmazújváros – Kónya – Hortobágy (– Hortobágyi Halastó – Ohat-Pusztakócs – Egyek – Tiszafüred)                                                               | Napi 2 pár             |
| személyvonat | Balmazújváros → Kónya → Hortobágy → Hortobágyi Halastó → Ohat-Pusztakócs → Egyek → Tiszafüred | Napi 1 Tiszafüred felé |